# Javier Salazar
Javier Salazar (Lima, 11 de marzo de 1983) es un exfutbolista peruano. Jugaba de defensa central y es hijo del exfutbolista y entrenador Eusebio Salazar.

## Clubes
| Club                      | País | Año         |
| ------------------------- | ---- | ----------- |
| Sport Boys                | Perú | 2002        |
| Deportivo Wanka           | Perú | 2003        |
| Sport Boys                | Perú | 2004        |
| Unión Huaral              | Perú | 2005        |
| Sporting Cristal          | Perú | 2006        |
| Cienciano                 | Perú | 2007        |
| José Gálvez               | Perú | 2008        |
| Universidad César Vallejo | Perú | 2009        |
| Sport Huancayo            | Perú | 2010        |
| José Gálvez               | Perú | 2011        |
| UTC                       | Perú | 2012        |
| Carlos A. Mannucci        | Perú | 2013        |
| Sport Boys                | Perú | 2014 - 2015 |
| Cienciano                 | Perú | 2016 - 2017 |
| Carlos A. Mannucci        | Perú | 2017        |
| Sport Loreto              | Perú | 2018        |
| Cienciano                 | Perú | 2019 - 2020 |

## Palmarés

### Campeonatos nacionales
| Título                    | Club        | País | Año  |
| ------------------------- | ----------- | ---- | ---- |
| Copa del Inca             | José Gálvez | Perú | 2011 |
| Segunda División del Perú | José Gálvez | Perú | 2011 |
| Copa Perú                 | UTC         | Perú | 2012 |
| Liga 2                    | Cienciano   | Perú | 2019 |